# Kvaløykalven
Kvaløykalven est une île norvégienne du comté de Hordaland appartenant administrativement à Bømlo.

## Description
Rocheuse et désertique, elle s'étend sur environ 387 m de longueur pour une largeur approximative de 173 m.  